# ابره کمپو
ابره کمپو (به پرتغالی: Abre Campo) یک منطقهٔ مسکونی در برزیل است که در میناز ژرایس واقع شده‌است. ابره کمپو ۴۷۰٫۵۵۱ کیلومتر مربع مساحت و ۱۳٬۴۴۴ نفر جمعیت دارد.